# Pavlišov
Pavlišov (deutsch Paulisch, früher auch Paulischow) ist seit 1985 ein Ortsteil der Stadt Náchod in Tschechien. Er liegt 3,5 Kilometer nordöstlich des Zentrums von Náchod.

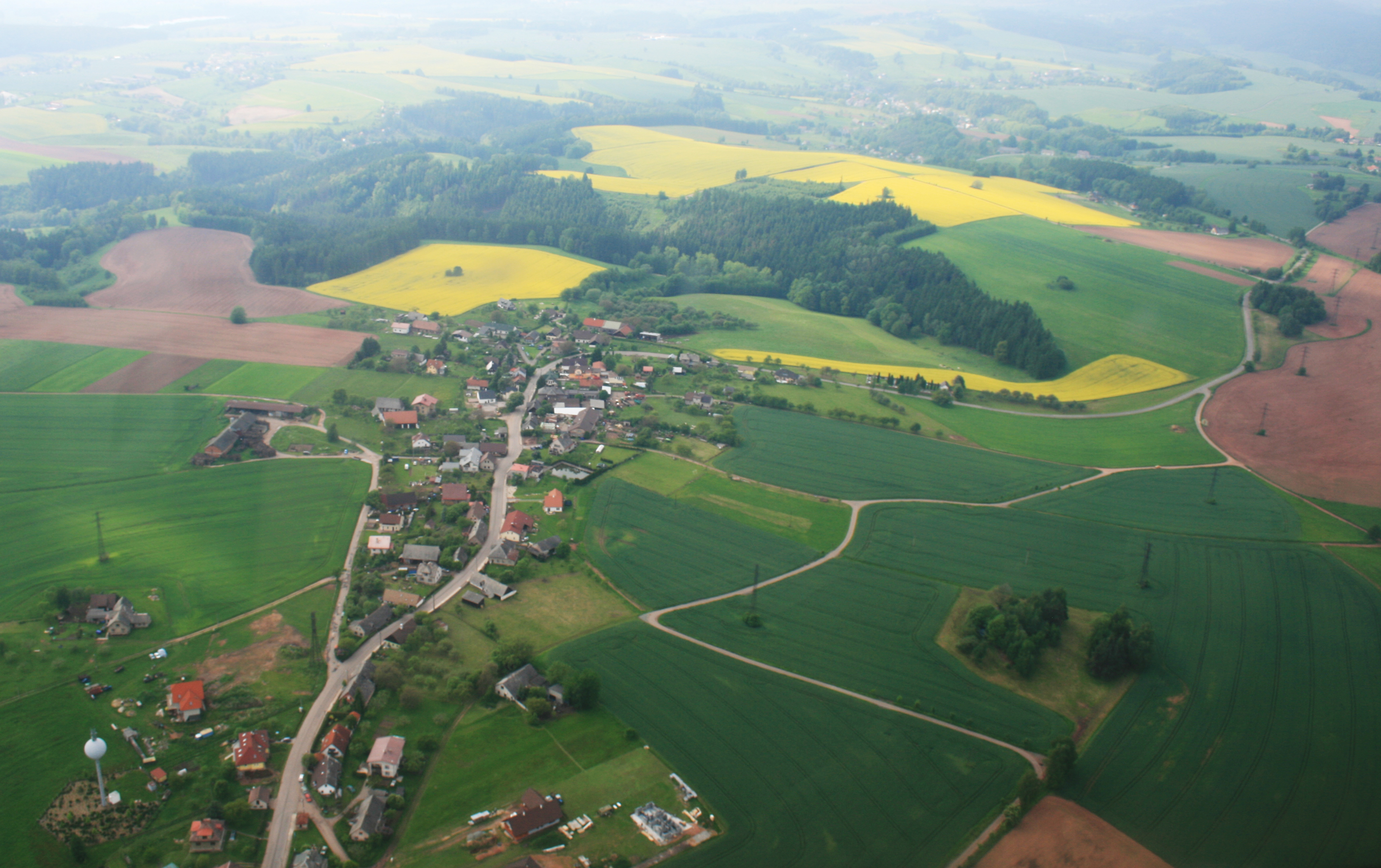
Luftaufnahme

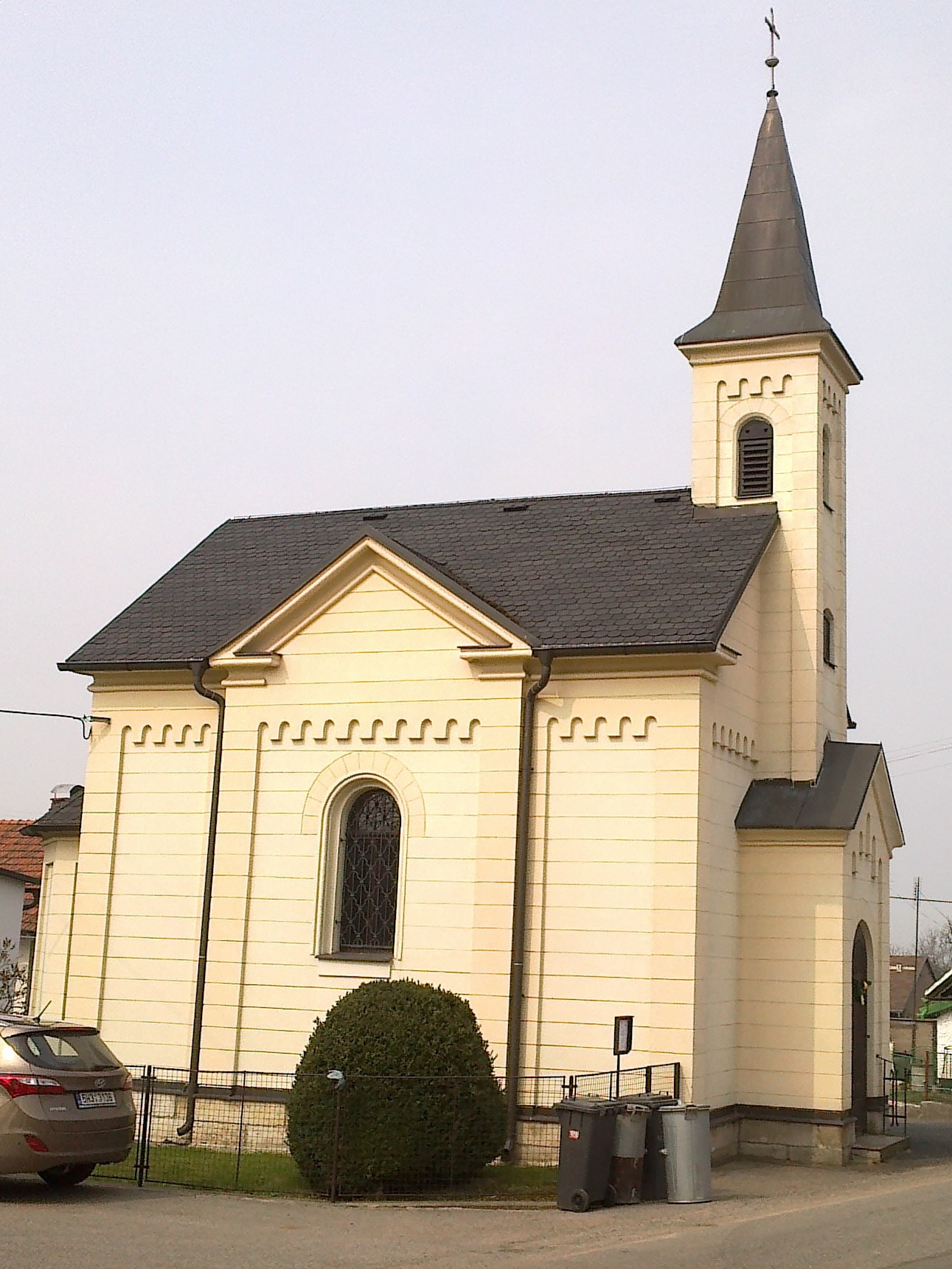
Nepomuk-Kapelle

## Geographie
Pavlišov liegt auf einer Anhöhe im Náchoder Hügelland (Náchodská vrchovina). Es verläuft über rund zwei Kilometer von Nordwest nach Südost. Das südliche Ende heißt „Na Drahach“, das nordwestliche wird als „Dolní Konec“ bezeichnet. 
Nachbarorte sind Hronov (Hronau) im Norden, Velké Poříčí (Groß Poritsch) im Osten, Babí im Süden, Dolní Radechová (Ober Radechow) im Südosten und Horní Rybníky (Niederteich) im Westen. Nördlich von Pavlišov liegt der 501 m hohe Aussichtsberg Na Vrchách bzw. Na Vrších.

## Geschichte
Pavlišov, das zum altböhmischen Königgrätzer Kreis gehörte, wurde Ende des 15. Jahrhunderts in einem Verzeichnis der zur Herrschaft Nachod zugehörigen Orte erwähnt. Da es über kein eigenes Gotteshaus verfügte, gehörte es seelsorglich zur Pfarrkirche St. Laurentius in Náchod. In einem Untertanenverzeichnis aus dem Jahre 1651 sind für Pavlišov neun Familien aufgeführt, unter ihnen vier Bauern und zwei Gärtner. 1836 bestand Pavlišov aus 41 Häusern, in denen 286 Einwohner lebten.
Nach der Ablösung der Patrimonialherrschaften 1848 bildete Pavlišov eine selbständige Gemeinde. Ab 1850 gehörte es zum Bezirk Neustadt an der Mettau. 1899 wurde es dem neu gebildeten Bezirk Nachod eingegliedert. Da es wenige Kilometer von der östlich verlaufenden Grenze zum Deutschen Reich lag, wurden auf dem Gemeindegebiet ab 1936 Verteidigungsanlagen des Tschechoslowakischen Walls errichtet. Während der kommunistischen Herrschaft wurden die Landwirte 1956 gezwungen, für die Landwirtschaftliche Genossenschaft Jednotné zemědělské družstvo zu arbeiten und dieser ihre Grundstücke, landwirtschaftlichen Geräte und Ställe zu übereignen. 1985 erfolgte die Eingemeindung in die Stadt Náchod. Am 3. März 1991 hatte der Ort 190 Einwohner; beim Zensus von 2001 lebten in den 76 Wohnhäusern von Pavlišov 187 Personen.

## Sehenswürdigkeiten
- Die dem hl. Johannes von Nepomuk geweihte Kapelle entstand 1815 an der Stelle einer Bildsäule aus dem Jahr 1793. 1821 wurde die Kapelle erweitert, ein Jahr später wurden Altar und Kreuzweg und 1925 eine neue Glocke angeschafft.[4]
- Denkmal für die Gefallenen des Ersten Weltkriegs
- Zwei Wegkreuze